# Dean Wade
Dean Jackson Wade (ur. 20 listopada 1996 w Wichita) – amerykański koszykarz, występujący na pozycji silnego skrzydłowego, od 2019 zawodnik Cleveland Cavaliers.
W 2015 został wybrany najlepszym zawodnikiem szkół średnich stanu Kansas (Kansas Gatorade Player of the Year, Kansas Mr. Basketball). Został też zaliczony do I składu Parade All-American.

## Osiągnięcia
Stan na 18 września 2023, na podstawie, o ile nie zaznaczono inaczej.
NCAA
- Uczestnik rozgrywek:
  - Elite Eight turnieju NCAA (2018)
  - turnieju NCAA (2017–2019)
- Mistrz sezonu regularnego konferencji Big 12 (2019)
- MVP U.S. Virgin Islands Paradise Jam (2019)
- Laureat nagród:
  - Rolando Blackman Most Valuable Player Award (2018, 2019)
  - Tex Winter Top Offensive Player Award (2018, 2019)
  - Mitch Richmond Mr. Basketball Award (2017, 2018)
  - Dean Harris Team Newcomer of the Year Award (2016)
- Zaliczony do:
  - I składu:
    - Big 12 (2018, 2019)
    - najlepszych nowo przybyłych zawodników Big 12 (2016)
    - debiutantów Big 12 (2016)
    - turnieju Paradise Jam (2019)

  - składu Spring 2019 Big 12 Commissioner’s Honor Roll